# Serre (Kampanien)
Serre ist eine italienische Gemeinde mit 3690 Einwohnern (Stand 31. Dezember 2023) in der Provinz Salerno in der Region Kampanien. Der Ort ist Teil der Comunità Montana Alburni.

## Geografie
Die Nachbargemeinden sind Albanella, Altavilla Silentina, Campagna, Eboli und Postiglione. Die Ortsteile sind Borgo San Lazzaro und Persano.

## Sonstiges
Bei Persano, im Westen des Gemeindegebiets, liegt ein militärisches Sperrgebiet mit einer Kasernenanlage. Hier befand sich seit 1752 ein Königliches Jagdrevier sowie eine Pferdezuchtanstalt der neapolitanischen Bourbonen. Das Jagdschloss Real Casina di Caccia liegt heute direkt neben der Kasernenanlage bei 40° 32′ 53″ N, 15° 3′ 0,9″ O.